# ヴァナディース (小惑星)
ヴァナディース (240 Vanadis) とは、小惑星帯にある大きな小惑星である。
1884年にアルフォンス・ボレリーによって発見され、北欧神話の女神フレイヤの別名から名づけられた。